# Danh sách album đứng đầu bảng xếp hạng Gaon Album Chart năm 2012
Bảng xếp hạng Album (Gaon Chart) là bảng xếp hạng đánh giá những album hay nhất ở Hàn Quốc. Dữ liệu được thu nhập hằng tuần bởi Hiệp hội âm nhạc Hàn Quốc. Nó bao gồm bảng xếp hạng tuần, được mở từ Chủ nhật đến thứ bảy, và bảng xếp hạng hằng tháng.

## Bảng xếp hạng tuần
| Cuối tuần   | Album                            | Nghệ sĩ               |
| ----------- | -------------------------------- | --------------------- |
| 7 tháng 1   | Dynamic Duo 6th DIGILOG          | Dynamic Duo           |
| 14 tháng 1  | 100% Ver                         | MBLAQ                 |
| 21 tháng 1  | Funky Town                       | T-ara                 |
| 28 tháng 1  | Hit U                            | Dal Shabet            |
| 4 tháng 2   | Grown-Up                         | F.T. Island           |
| 11 tháng 2  | New Breed                        | Jay Park              |
| 18 tháng 2  | Grown-Up                         | F.T. Island           |
| 25 tháng 2  | New Breed                        | Jay Park              |
| 3 tháng 3   | Alive                            | Big Bang              |
| 10 tháng 3  | Alive                            | Big Bang              |
| 17 tháng 3  | F.Scott Fitzgerald's Way Of Love | 2AM                   |
| 24 tháng 3  | Sherlock                         | SHINee                |
| 31 tháng 3  | Ear Fun                          | CN Blue               |
| 7 tháng 4   | Busker Busker 1st Album          | Busker Busker         |
| 14 tháng 4  | MAMA                             | EXO                   |
| 21 tháng 4  | Slip Away                        | Nell                  |
| 28 tháng 4  | Volume Up                        | 4Minute               |
| 5 tháng 5   | Twinkle                          | Girls' Generation-TTS |
| 12 tháng 5  | MAMA                             | EXO                   |
| 19 tháng 5  | Tarantallegra                    | Junsu                 |
| 26 tháng 5  | 2PM Member's Selection           | 2PM                   |
| 2 tháng 6   | Ignition: Special Edition        | B1A4                  |
| 9 tháng 6   | Still Alive                      | Big Bang              |
| 16 tháng 6  | Electric Shock                   | f(x)                  |
| 23 tháng 6  | Vol. 1 Completion                | Busker Busker         |
| 30 tháng 6  | I'm Da One                       | Jo Kwon               |
| 7 tháng 7   | Sexy, Free & Single              | Super Junior          |
| 14 tháng 7  | Sexy, Free & Single              | Super Junior          |
| 21 tháng 7  | Sexy, Free & Single              | Super Junior          |
| 28 tháng 7  | Midnight Sun                     | BEAST                 |
| 4 tháng 8   | Midnight Sun                     | BEAST                 |
| 11 tháng 8  | SPY (Repackage)                  | Super Junior          |
| 18 tháng 8  | Paparazzi                        | Girls' Generation     |
| 25 tháng 8  | Pandora                          | KARA                  |
| 1 tháng 9   | Uncommitted                      | Junsu                 |
| 8 tháng 9   | Pandora                          | KARA                  |
| 15 tháng 9  | Five Treasure Box                | F.T. Island           |
| 22 tháng 9  | One of a Kind                    | G-Dragon              |
| 29 tháng 9  | Catch Me                         | TVXQ                  |
| 6 tháng 10  | Catch Me                         | TVXQ                  |
| 13 tháng 10 | Catch Me                         | TVXQ                  |
| 20 tháng 10 | PSY 6 (Six Rules), Part 1        | PSY                   |
| 27 tháng 10 | Catch Me                         | TVXQ                  |
| 3 tháng 11  | [02]                             | Urban Zakapa          |
| 10 tháng 11 | Blockbuster                      | Block B               |
| 17 tháng 11 | In the Wind                      | B1A4                  |
| 24 tháng 11 | Another Me                       | Kim Sunggyu           |
| 1 tháng 12  | Humanoids                        | TVXQ                  |
| 8 tháng 12  | Winter Poetry                    | Shin Hyesung          |
| 15 tháng 12 | Humanoids                        | TVXQ                  |
| 22 tháng 12 | Humanoids                        | TVXQ                  |
| 29 tháng 12 | Les Misérables OST               | Nhiều nghệ sĩ         |

## Bảng xếp hạng tháng
| Tháng    | Album               | Nghệ sĩ               | Bán ra  |
| -------- | ------------------- | --------------------- | ------- |
| Tháng 1  | 100% Ver            | MBLAQ                 | 51,087  |
| Tháng 2  | Alive               | Big Bang              | 212,010 |
| Tháng 3  | Sherlock            | SHINee                | 135,370 |
| Tháng 4  | MAMA                | EXO K                 | 61,333  |
| Tháng 5  | Twinkle             | Girls' Generation-TTS | 139,388 |
| Tháng 6  | Still Alive         | Big Bang              | 117,929 |
| Tháng 7  | Sexy, Free & Single | Super Junior          | 335,744 |
| Tháng 8  | SPY                 | Super Junior          | 107,656 |
| Tháng 9  | One of a Kind       | G-Dragon              | 171,512 |
| Tháng 10 | Catch Me            | TVXQ                  | 114,956 |
| Tháng 11 | Another Me          | Kim Sunggyu           | 62,958  |
| Tháng 12 | Winter Poetry       | Shin Hyesung          | 24,102  |

## Liên kết
- Gaon Charts - Trang chủ chính thức (tiếng Hàn)